# Президентские выборы в Армении (1996)
Президентские выборы в Армении состоялись 22 сентября 1996 года, результатом которых стала победа Левона Тер-Петросяна, который выиграл 51,3 % голосов. Явка составила 60,3 %.

## Фон
Президентские выборы 1996 года был вторыми президентскими выборами после обретения Арменией независимости от Советского Союза в 1991 году. 18 сентября 1996 года, за несколько дней до выборов, влиятельный министр обороны Вазген Саркисян заявил, что он «доволен ситуацией», и что Армения «войдет в 21 век победоносно и стабильно с Тер-Петросяном». Оппозиционные партии (Армянская Революционная Федерация, Паруйр Айрикян с Союзом за Национальное самоопределение, Арам Саркисян с Демократической партией) объединились вокруг бывшего премьер-министра Вазгена Манукяна.

## Результаты
| Кандидат                       | Участник                             | Голосов   | %     |
| ------------------------------ | ------------------------------------ | --------- | ----- |
| Левон Тер-Петросян             | Армянское общенациональное движение  | 646 888   | 51,75 |
| Вазген Манукян                 | Национально-Демократический Союз     | 516 129   | 41,29 |
| Сергей Бадалян                 | Компартия Армении                    | 79 347    | 6,3   |
| Ашот Манучарян                 | Научно-Промышленный Гражданский Союз | 7529      | 0,6   |
| Ничего из вышеперечисленного   | Ничего из вышеперечисленного         | 10 012    |       |
| Недействительные/пустые голоса | Недействительные/пустые голоса       | 48 681    |       |
| Участие                        | Участие                              | 1 333 204 | 60,32 |

Манукян победил в Ереване, Петросян в остальных округах.

## Наблюдение
Выборы состоялись 22 сентября 1996 года, на следующий день после пятой годовщины независимости Армении.

## Протесты и последствия

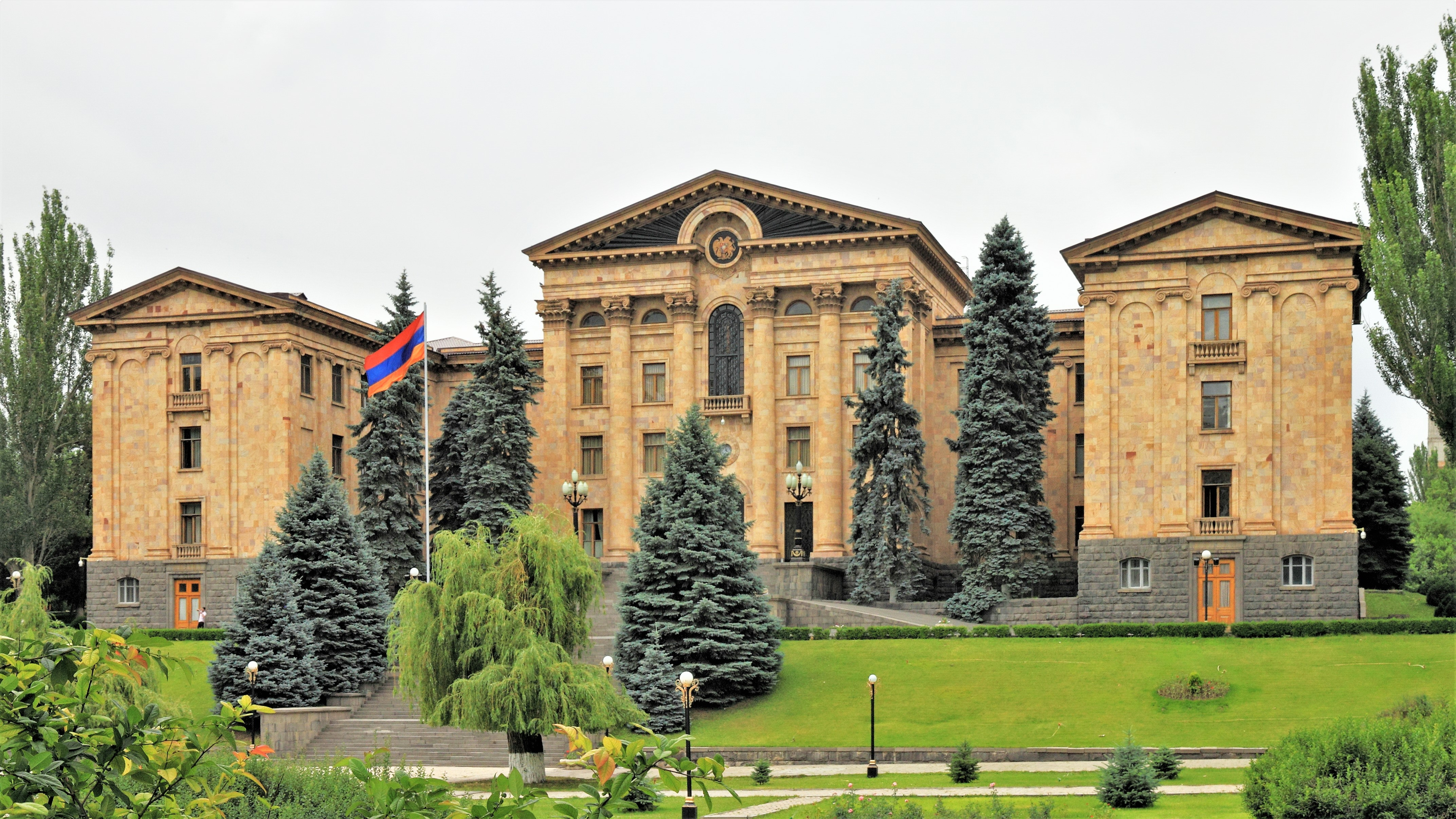
Здание Национального собрания

Оппозиционный лидер Вазген Манукян официально получил 41 % голосов и он начал массовые демонстрации во второй половине дня 23 сентября, заявив о фальсификации выборов Тер-Петросяном. Около 200 000 человек собрались на площади Свободы в знак протеста против результатов выборов. 25 сентября, около 150 000 до 200 000 собрались на той же площади. Манукян возглавлял демонстрантов на проспекте Баграмяна, где находится здание парламента (избирательная комиссия была внутри здания на тот момент). Позже в течение дня, митингующие сломали забор вокруг парламента и проникли в дом. Они избили председателя парламента Бабкен Араркцяна и вице-спикера Ара Саакяна. силовики вошли в Ереван, чтобы восстановить порядок. В тот же день, министр обороны Вазген Саргсян заявил, что «даже если они [оппозиция] выиграют 100 процентов голосов, ни армия, ни национальная безопасность и МВД не признают таких политических лидеров». Саргсян был впоследствии раскритикован Западом. Вазген Саргсян и министр национальной безопасности Серж Саргсян объявили Общественному телевидению Армении, что их соответствующие органы предотвратили попытку государственного переворота. Правительство направило танки и войска в Ереван, чтобы обеспечить соблюдение запрета на проведение митингов и демонстраций на 26 сентября 1996 года. С ряда оппозиционных лидеров был снят судебный иммунитет. Манукян обратился в Конституционный суд с просьбой о проведении новых выборов, но запрос был отклонен.

## Последующие события
Несколько лет после выборов, «силовой министр» Вано Сирадегян утверждал в интервью, что Тер-Петросян впал в трехмесячную депрессию и что он хотел отправить Вазгена Саркисяна и Вано в отставку. По его словам, «весь государственный аппарат был деморализован, парализован и не было сформировано правительство во время последующих трех месяцев». Несмотря на эти заявления, в феврале 1997 года в интервью Тер-Петросян опроверг слухи об отставке Вазгена Саркисяна, заявив, что «Слухи - это невинные существа - но в данном случае я думаю, что они чрезвычайно опасны. Я имею в виду отставку Вазгена Саркисяна - скандалы, которые на мой взгляд не невинные. Если это дезинформация, это злонамеренная дезинформация.» Он обвинил оппозицию возглавляемую Манукяном «Для которых политические амбиции важнее, чем наша армия, Арцах, на чём они сделали свой лозунг». Тер-Петросян тогда обвинил оппозицию в безответственности: «Я не знаю, смысл их существования, но они не сделали никакого позитивного вклада в Арцахскую проблему, будь то отдельные лица или политические партии.»
С 1995 года вплоть до своей отставки в феврале 1998 года Тер-Петросян был подвергнут критике за его авторитарное правление.